# Sämi Gutknecht
Sämi Gutknecht (* 6. August 1995) ist ein ehemaliger Schweizer Unihockeyspieler, der beim Nationalliga-A-Verein HC Rychenberg Winterthur unter Vertrag stand.

## Karriere
Gutknecht debütierte 2013 in der Nationalliga A für den HC Rychenberg Winterthur. Im April 2023 gab er seinen Rücktritt vom Leistungssport bekannt und beendete seine aktive Karriere.